# 稲垣芽生
稲垣 芽生（いながき めい、2007年（平成19年）3月19日 - ）は、日本の元子役（女優）、ファッションモデル。愛称は、めいぼう、めいぼー。
デビュー時はディスカバリー・エンターテインメントに所属し、その後クラージュキッズに移籍する。『Let's天才てれびくん』・『天才てれびくんYOU』のてれび戦士（出演期間2016年度 - 2017年度）として知られる。2023年の時点ですでに引退していると報道されている。妹は子役の稲垣来泉。

## 出演

### CM
- 花王「リセッシュ」 - 「まくら投げ」篇

### テレビドラマ
- 偽装の夫婦（2015年、日本テレビ）
- コウノドリ（2015年、TBS）
- 森村誠一作家50年記念企画・終着駅の牛尾刑事VS事件記者冴子（2016年、テレビ朝日） - 横田彩花 役
- ウルトラマンR/B（2018年、テレビ東京） - 相馬美代子 役

### ネット配信
- フコク生命 - 「母はずっと」篇

### バラエティ
- 天才てれびくんシリーズ（NHK Eテレ） - てれび戦士
  - Let's天才てれびくん（2016年4月4日 - 2017年3月30日）
  - 天才てれびくんYOU（2017年4月3日 - 2018年3月29日）
- ほんとにあった怖い話 夏の特別編2018（2018年、フジテレビ） - ほん怖クラブ2018メンバーズ
- ネタパレ（フジテレビ） - くっきー!のコントへの出演

## 書籍

### 雑誌連載
- LUCA（ダクト）モデル